# Artix Entertainment
Artix Entertainment (LLC) (abreviado como AE) es una compañía de desarrollo de videojuegos con base en Land O' Lakes (Florida) que trabaja sobre todo con RPGs on-line.

## Historia
Artix Entertainment fue fundada por Adam Bohn (conocido en sus juegos como Artix Von Krieger) en 2002, cuando presentó su primer juego, AdventureQuest. El juego tuvo mucha popularidad: en junio de 2004, más de un millón de cuentas habían sido creadas, cuando Adam Bohn dijo que tener al menos 100 jugadores registrados le haría feliz. Dijo que el gran número de cuentas creadas le sorprendió. Siguiendo el éxito de AdventureQuest, Artix Entertainment desarrolló un segundo juego llamado DragonFable in 2006. A finales de 2007, un tercer juego, MechQuest, RPG con temática futurista fue desarrollado. En mayo de 2008, la compañía anunció el desarrollo de su cuarto juego: un MMORPG de fantasía llamado AdventureQuest Worlds, el cual empezó a estar activo el 10 de octubre de 2008. Más de 60 millones de cuentas han sido creadas en los cuatro juegos. El quinto juego de AE, Warpforce (expansión futurista de AdventureQuest), fue abierto a todos (en la beta solo podían entrar los Guardianes (miembros de pago) de AdventureQuest) el 17 de julio de 2009.En 2011 el 28 de abril salió la beta de su sexto juego llamado HeroSmash(lo mismo que AdventureQuestWorlds solo guardianes podían entrar en la versión alpha)

## Publicaciones

### RPGs
Actualmente, AE tiene 6 RPGs.

#### AdventureQuest
AdventureQuest fue el primer proyecto de AE - un RPG de fantasía que se juega en el navegador y ocurre en un mundo ficticio conocido como Lore. AdventureQuest utiliza gráficos básicos que han ido avanzando con el desarrollo del juego, y tiene un límite de jugadores para que el servidor no se sobrecarge. Jugar es gratis, sin embargo, uno puede convertirse en un Guardián para recibir acceso total al juego, y la posibilidad de saltarse el límite de jugadores o acceder a un servidor privado. AdventureQuest tiene dos mods desarrollados por Artix Entertainment: Zardwars y Archknight. Zardwars es un mod solo para Guardianes, y consiste simplemente en luchar contra monstruos antiguos como los lagartos conocidos como "Zards!. Zardwars fue desarrollado para probar cómo afectaría al juego el tener varias bases de datos. No se ha anunciado si se va a alargar más el juego. La otra modificación, ArchKnight, es también solo para Guardianes, y fue la base del código para otros dos juegos de AE. Originalmente iba a ser un juego nuevo, pero ha sido interrumpidoy reemplazado por DragonFable. ArchKnightfue introducido en DragonFable, permitiendo a los miembros de pago de DragonFable jugar a ArchKnight utilizando el sistema de juego de DragonFable.

#### DragonFable
Después de que AdventureQuest ganase popularidas, Artix Entertainment empezó a desarrollar otro juego, DragonFable, el cual también ocurre en el mundo de Lore, pero cuatro años antes del inicio de AdventureQuest. DragonFable utiliza gráficos mucho más avanzados que los que tenía AdventureQuest cuando DragonFable fue creado, y también han ido mejorando con el tiempo, pero no tiene un límite de jugadores simultáneos. Como en AdventureQuest, los jugadores de DragonFable pueden pagar para convertirse en dueños del Amuleto del Dragón (También conocidos como "DragonAmulet"), y recibir acceso completo al juego. Además, los Guardianes de AdventureQuest reciben un pequeño beneficio en DragonFable, el poder ser Guardianes en ambos juegos.

#### MechQuest
El tercer juego, MechQuest, que también ocurre en el mundo de Lore, es un RPG futurista, en el que pilotas tu propio mecha, y es más científico que mágico. El sistema de juego de Mechquest está basado en el de Dragonfable. Mechquest ocurre 5,000 años después de DragonFable. MechQuest también tiene la posibilidad de obtener acceso completo al juego, convirtiendo tu personaje en un Star Captain.

#### AdventureQuest Worlds
El cuarto juego hecho por Artix Entertainment. Al contrario que los anteriores, AdventureQuest Worlds es un MMORPG, así que juegas junto a otros jugadores. Como sus predecesores, utiliza animaciones Flash, pero mucho más simples que las de DragonFable y MechQuest, para mantener una velocidad óptima en el juego. La historia incluye elementos de los juegos anteriores. Durante las fases beta y alfa de AdventureQuest Worlds, el juego solo estaba disponible para Guardianes, DragonLords o Star Captains. El juego permite a los jugadores mayores de 13 años (o que siendo menores hayan pagado para obtener beneficios) chatear entre ellos. Si pagas te conviertes en un Member, obteniendo los beneficios de acceder al servidor privado, tener mejores Enhancements (encantamientos) para las armas, o poder equiparte mascotas que requieren de la membresía. Por desgracia, esto solo dura un tiempo, dependiendo de cuantos meses compres (puedes comprar 1, 3, 6 o 12 meses, y desde los 3 te dan un adicional de AdventureCoins, que son monedas que se utilizan para comprar las cosas que no te salen Gold (oro, en inglés)). Además, si eres un Guardián, un DragonLord, o un Star Captain (o hasta los tres a la vez), puedes obtener dos armaduras (una con color personalizado) y un arma especial, dependiendo de qué tipo de cuenta de pago registres (si tienes las 3, puedes comprarlo todo de las tiendas del mapa Tower, si solo tienes, por ejemplo, la de DragonLord, solo lo que vende Tomix, el dueño de la tienda de DragonLords). Hay un modo de PVP individual o por equipos..

#### WarpForce
El quinto juego de Artix Entertainment, WarpForce, fue abierto al público oficialmente el 17 de julio de 2009. Es una expansión de AdventureQuest, especialmente relacionada con la Devourer saga, que ha durado 5 años, y ha sido recientemente terminada en AdventureQuest. Hay muchos crossovers  planeados entre los dos juegos, y tienen el mismo motor de juego. Este juego, como AdventureQuest, DragonFable, y MechQuest, es un juego gratuito con la posibilidad de mejorar tu cuenta, convirtiéndote en un WarpGuardian. Como en los otros juegos, los WarpGuardians reciben acceso total al juego, además de una armadura y una espada muy poderosas (para Strikers) o un rifle (para Gunners) que tienen habilidades especiales como llamar a La Muerte 2.0, al Dragón WarpGuardian y al Dragón WarpGuardian Jr., y 10 niveles más que los jugadores normales.
Al contrario que en los otros juegos de  Artix Entertainment', Los jugadores de WarpForce tienen la opción de jugar como un Humano, un Drakel (Una especie de lagarto humanoide muy avanzada tanto científica como mágicamente) o Elfo. Se actualiza cada mes (al contrario que los otros juegos, que se actualizan semanalmente),pero duran más que las actualizaciones semanales. Algunos PNJs de AdventureQuest aparecen en WarpForce, con Celestra the Huntress y Garavin the Eternal teniendo más importancia.
En la historia principal, en la cual el héroe que viene de Lore conoce a una versión robótica de Zorbak, el moglin nigromante, quien le explica qué hacer en el juego, tras eso el héroe lucha contra un monstruo. El héroe conoce a la Reina Pra'Mithia y el resto de la tripulación WarpForce y va al Espacio Exterior a luchar contra una entidad conocida como "The Network".

#### EpicDuel
Este nuevo juego, comprado recientemente por AE, nos lleva al Planeta Delta V, que se encuentra en guerra. Hace tiempo, la Legión mandó a sus habitantes al exilio, y ahora, 25 años más tarde, los exiliados han vuelto para destruir a la Legión y recuperar su hogar. Curiosamente, es un MMORPG en el cual la mayoría de las batallas son PvP (Jugador contra Jugador), llegando a ser de 2 contra 2.
Fue abierto para todos hace poco. (Utiliza l Sistema de Cuentas Maestras (Master Account System, que se encuentra en fase Alfa).

### EbilGames
Además de sus RPGs, Artix Entertainment también desarrolla algunos minijuegos para su propia página de minijuegos, EbilGames. Hay nueve minijuegos disponibles, así como una aplicación llamada Ask Zorbak, donde Zorbak, un PNJ de AdventureQuest, DragonFable y AdventureQuest Worlds, contesta preguntas que se le envían por correo electrónico. Actualmente, hay doce episodios de Ask Zorbak, con episodios recientes incluidos en el "periódico" flash The Zardian.Algunos de los minijuegos son Patea a Twilly, Deady,La Caza de Monstruos de Robina, y El Asalto del Ninja Sombra.

### The Zardian
The Zardian es el e-zine de Artix Entertainment. Cada pocas semanas sale uno nuevo, los escritores son miembros de AE y miembros del foro. El proyecto The Zardian empezó en septiembre de 2007. El contenido de la revista web consiste en artículos relacionados con los juegos de Artix Entertainment, así como otros temas de interés. Desde la edición número treinta y seis (lanzada en principios de noviembre de 2008), la sección Ask Zorbak de EbilGames.com fue movida a The Zardian.

### Vídeos
Artix Entertainment también ha lanzado dos cortos animados. El primero, Artix VS los No-Muertos, fue desarrollado con la ayuda de Milton Pool, un animador de Cartoon Network. Artix VS los No-Muertos fue hecho como un teaser de parte de la historia de DragonFable. El segundo corto, Muerte desde Arriba, fue lanzado como un vistazo a la historia de MechQuest y fue desarrollado por J6, miembro del personal de Artix Entertainment.

### Libros
El primer artbook de Artix Entertainment, llamado El Arte de MechQuest, fue lanzado el viernes 10 de julio de 2009. El libro muestra información de las imágenes de MechQuest, así como un código especial para obtener un mecha muy raro en MechQuest y una armadura especial en AdventureQuest Worlds.

## AExtras
AExtras es un nuevo sistema para obtener monedas de pago en los juegos de AE. Este sistema fue introducido por primera vez en su MMORPG AdventureQuest Worlds y ahora está disponible en sus 5 juegos. Aunque todavía está en período de pruebas, permite a los jugadores obtener de forma gratuita la moneda especial de pago del juego, a través de encuestas que se ajustan al país de procedencia, y no tienen nada que ver con AE. También existe la "Battle Bar", la cual los jugadores de AdventureQuest Worlds pueden instalar en su explorador de Internet (Firefox e Internet Explorer, con la cual pueden ver sus amigos conectados, su dinero en el juego, sus Adventure Coins (moneda de pago de AdventureQuest Worlds), y su nivel, aunque estén desconectados. Con ella también pueden realizar búsquedas, y con cada tres búsquedas, ganan una AdventureCoin para AdventureQuest Worlds.